# Fieroes Zeroual
Fieroes Zeroual (nascido em 29 de novembro de 1972) é uma mulher de negócios holandesa e ex-política que actuou como parlamentar na Câmara dos Representantes pela Lista Pim Fortuyn (LPF) de 2002 a 2003.

## Biografia
Zeroual nasceu em Helmond, Brabante do Norte em 1972 numa família de ascendência marroquina. Ela dirigia um estúdio de manicure em Helmond e uma joalheria em Tilburg. Zeroual também esteve envolvida na criação de um jornal local em Tilburg.
Ela envolveu-se na política pela primeira vez em 2002, quando se juntou à Lista Pim Fortuyn e foi eleita para a Câmara dos Representantes durante a eleição realizada naquele ano. No parlamento, ela concentrou-se em questões relacionadas ao asilo e integração. Ela destacou-se pela sua natureza de mente aberta, mas também por acção curta. O seu discurso inaugural cobriu apenas algumas linhas.
Zeroual não foi reeleita nas eleições de 2003 e mudou-se para Hong Kong por algum tempo, antes de se mudar para os Estados Unidos para abrir uma nova empresa.